# شاهيناز ناصري
شاهيناز ناصري (بالفرنسية: Chahinez Nasri)‏ ولدت في 3 يونيو 1996، هي عداءة سباق المشي تونسية.

ستشارك في الألعاب الأولمبية الصيفية 2016.

## سجل منافساتها

### الدولية
| العام      | المسابقة                           | المكان            | المركز     | حدث            | ملاحظة        |
| ممثلا تونس | ممثلا تونس                         | ممثلا تونس        | ممثلا تونس | ممثلا تونس     | ممثلا تونس    |
| ---------- | ---------------------------------- | ----------------- | ---------- | -------------- | ------------- |
| 2012       | بطولة العالم للناشئين لألعاب القوى | برشلونة، إسبانيا  | 30         | 10 كيلومتر مشي | 51 دق 53 ث 22 |
| 2013       | بطولة العالم للشباب لألعاب القوى   | دونيتسك، أوكرانيا | -          | 5 كيلومتر مشي  | انسحبت        |
| 2014       | كأس العالم لسباق المشي             | تايتسانغ، الصين   | 10         | 10 كيلومتر مشي | 46 دق 43      |
| 2016       | بطولة العالم لسباق المشي للفرق     | روما، إيطاليا     | 59         | 20 كيلومتر مشي | 1 س 37 دق 42  |

## روابط خارجية
- شاهيناز ناصري على موقع الاتحاد الدولي لألعاب القوى (الإنجليزية)
- شاهيناز ناصري على موقع الاتحاد الفرنسي لألعاب القوى (الفرنسية)
- شاهيناز ناصري على موقع اللجنة الأولمبية الدولية (الإنجليزية)
- شاهيناز ناصري على موقع أوليمبيديا (الإنجليزية)

- صفحة شاهيناز ناصري على موقع الاتحاد الدولي لألعاب القوى.
- صفحة شاهيناز ناصري على موقع نادي Ca Balma club d'athlétisme.